# Креш језик
Креш језик је језик из породице нило-сахарских језика, централносуданска грана. Њиме се служи око 16.000 становика у вилајету Западни Бахр ел Газал у Јужном Судану, у Дарфуру у Судану и једним делом Централноафричкој Републици. Користи латинично писмо и састоји се из десетак дијалеката.